# Anton Szandor LaVey
Anton Szandor LaVey, werkelijke naam Howard Stanton Levy, (Chicago (Illinois), 11 april 1930 - San Francisco (Californië), 29 oktober 1997) was een Amerikaanse satanist van Joodse komaf. Hij was de oprichter van de Church of Satan, waarmee het zogeheten modern satanisme of LaVeyaans satanisme officieel van start is gegaan.

## Levensloop
LaVey was de zoon van een drankdistributeur. Zijn ouders verhuisden uiteindelijk naar Californië, waar hij het grootste deel van zijn leven verbleef in San Francisco Bay Area. Hij was een mengeling van Franse, Duitse, Elzasser, Russische en Romaanse afkomst. Zijn ouders waren Joods, maar niet religieus. Anton LaVey leerde keyboard spelen, na verschillende instrumenten uitgeprobeerd te hebben.
LaVey heeft nooit de middelbare school afgemaakt. Hij zou zijn gaan werken in een circus en op kermissen. Hij begon zijn werk naar eigen zeggen in het circus als manusje-van-alles en als leeuwentemmer. Later zou hij kalliope, een op stoom aangedreven orgel, gespeeld hebben. Zijn cynische blik op religie kreeg hij naar verluidt doordat hij dezelfde mannen, die zich tegoed deden aan zondig wereldlijk genot, op zondagochtend braaf met hun familie naar de kerk zag gaan - om ze dan later opnieuw op de kermissen dezelfde zonden te zien begaan. Later, beweerde hij, speelde hij in diverse bars als orgelspeler. Hij beweerde ook een relatie met Marilyn Monroe te hebben gehad, toen hij in Los Angeles speelde. LaVey's belangrijkste "geautoriseerde" biografie, geschreven door zijn voormalige partner huidige hogepriesteres van de kerk van Satan, Blanche Barton, werd gepubliceerd in 1990. Deze biografie bleek echter grotendeels verzonnen om van LaVey een legende te maken. In 1991 publiceerde journalist Lawrence Wright in Rolling Stone de resultaten van een onderzoek naar een aantal van LaVey's claims. Wright stelde vast dat een aantal dingen waar het boek over sprak gewoon niet bestonden of niet hadden plaatsgevonden: zo bleek het San Francisco Ballet Orchestra  een verzinsel, en LaVey had nooit gewerkt als muzikant of trainer voor het Beatty Circus. (Zie ook het volgend hoofdstukje 'Kritiek' waarin LaVey's eigen dochter een aantal beweringen weerlegt die in zijn biografie als feiten worden voorgesteld.)
Als gevolg van een lange fascinatie met het occulte, religies en de menselijke aard en het geven van vele lezingen over die onderwerpen, stichtte hij op 30 april 1966 (Walpurgisnacht) in San Francisco de Church of Satan (vertaald: 'de kerk van satan'), de eerste openbare satanische organisatie in de wereld. LaVey had een groot gevoel voor theater, hetgeen zich heeft uitgedrukt in The Church of Satan. In 1968 bijvoorbeeld verscheen LaVey met een schare volgelingen in een zwarte lijkwagen op de première van de occulte film Rosemary's Baby. Voor die film adviseerde hij regisseur Roman Polanski, die zei een zo realistisch mogelijk beeld van duivelsaanbidders te willen schetsen. 
Aan het eind van 1969 schreef LaVey The Satanic Bible, die de grondslag van zijn filosofie vormt. In zijn werk zitten invloeden van Ayn Rand, Ragnar Redbeard, van wie hij een hele passage letterlijk overnam, Friedrich Nietzsche, Mencken, en Jack London. Ook nam hij aspecten van het magiesysteem van Aleister Crowley over en de Enochiaanse Sleutels van John Dee. In 1971 werd dit werk vervolgd door The Compleat Witch, or What to do When Virtue Fails, dat later werd hernoemd naar The Satanic Witch. Hierin beschrijft hij mede de Lagere Magie. In 1972 kwam The Satanic Rituals uit, waarin hij verschillende rituelen en ceremonies beschrijft, die in de categorie Hogere Magie vallen.
Anton Szandor LaVey overleed op 67-jarige leeftijd aan een longoedeem in St. Mary's ziekenhuis in San Francisco, kort na de reorganisatie van zijn groep. Om de volgers van zijn kerk een plezierig Halloween te geven heeft men zijn overlijden nog een week stilgehouden. Zijn familie heeft zijn sterfdatum op de overlijdensakte veranderd in de dag waarop Halloween viel: twee dagen na de werkelijke sterfdag.

## Kritiek
In het document "Anton LaVey: Legend and Reality", uitgegeven door zijn dochter Zeena Schreck en haar echtgenoot Nikolas Schreck, wordt een aantal gebeurtenissen uit het leven van LaVey tegengesproken. Zo zou LaVey leeuwentemmer zijn geweest in het Clyde Beatty Circus. Hiervoor zijn volgens dit document echter geen aanwijzingen te vinden in de archieven van het circus. Anton Lavey had echter wel een leeuw, die hij wegens klachten van de buren moest schenken aan de dierentuin van San Francisco.
Hij zou ook, tijdens zijn werk als politiefotograaf, de beestachtigheid van de menselijke natuur hebben ontdekt. LaVey heeft, volgens zijn dochter, echter nooit als politiefotograaf gewerkt. Bij de politie van San Francisco was er niemand werkzaam met de naam LaVey in de jaren 50. Deze bewering dient echter genuanceerd te worden: het "Legend and Reality" document argumenteert dat LaVey niet op de loonlijst stond bij de politie, maar dat is niet zo vreemd aangezien hij, zoals andere politiefotografen, freelance werkte en het dus normaal is dat zijn naam niet op de loonlijst terechtkwam. Een bekende uitspraak van LaVey in dit verband is:

There is a beast in every human being that should be exercised, not exorcised
— Statement Anton Sandor LaVey

De officiële biograaf van LaVey, Blanche Barton, wijst erop in een weerwoord, The Georges Montalba Mystery, dat Zeena LaVey ruzie had met haar vader.

## Werken
- The Satanic Bible (Satansbijbel) (New York: Avon, 1969) ISBN 0380015390
- The Satanic Rituals: Companion to The Satanic Bible (New York: Avon, 1972) ISBN 0380013924
- The Satanic Witch (Los Angeles: Feral House, 1989) ISBN 0922915008
- The Devil's Notebook (Los Angeles: Feral House, 1992) ISBN 0922915113
- Satan Speaks! (Los Angeles: Feral House, 1998) ISBN 0922915660
- Letters from the Devil: The Lost Writing of Anton Szandor LaVey (Underworld Amusements, 2010) ISBN 0557431735